# 孟凌斌
孟凌斌（1954年—），辽宁清原人，满族，中华人民共和国政治人物、全国人民代表大会辽宁地区代表。
毕业于辽宁省委党校行政管理专业，加入中国共产党。2008年起担任全国人大代表。2013年，被选为全国人大代表，同年1月当选为辽宁省抚顺市人大常委会主任。